# Liste des municipalités du Manitoba
Le Manitoba est divisé en 203 municipalités locales. Il y a plusieurs types de municipalités au Manitoba dont les municipalités rurales (RM) (en anglais : rural municipality), les villages (VL) (en anglais : village), les villes (T et C) (en anglais : city et town) et des districts de gouvernement local (LGD) (en anglais : Local Government District). La province comprend aussi 78 réserves indiennes (R), 4 établissements indiens (SE) et 11 territoires non-organisé (NO). 
Le Manitoba n'a pas de municipalités régionales.
- Haut – A
- B
- C
- D
- E
- F
- G
- H
- I
- J
- K
- L
- M
- N
- O
- P
- Q
- R
- S
- T
- U
- V
- W
- X
- Y
- Z

## A
- Albert, RM
- Alexander, RM
- Alonsa, RM
- Altona, T
- Arborg, T
- Archie, RM
- Argyle, RM
- Armstrong, RM
- Arthur, RM

## B
- Beausejour, T
- Benito, VL
- Berens River 13, R
- Bifrost, RM
- Binscarth, VL
- Birdtail Creek 57, R
- Birtle, RM
- Birtle, T
- Black River 9, R
- Blanshard, RM
- Bloodvein 12, R
- Boissevain, T
- Bowsman, VL
- Brandon, C
- Brenda, RM
- Brochet 197, R
- Brokenhead, RM
- Brokenhead 4, R
- Buffalo Point 36, R

## C
- Cameron, RM
- Canupawakpa Dakota First Nation (Oak Lake 59), R
- Carberry, T
- Carman, T
- Cartier, RM
- Cartwright, VL
- Chemawawin 2, R
- Chemawawin 3, R
- Churchill, T
- Churchill 1, R
- Clanwilliam, RM
- Coldwell, RM
- Cornwallis, RM
- Crane River 51, R
- Cross Lake 19, R
- Cross Lake 19A, R
- Cross Lake 19B, R
- Cross Lake 19C, R
- Cross Lake 19E, R
- Crystal City (en), VL

## D
- Dakota Plains 6A, R
- Dakota Tipi 1, R
- Daly, RM
- Dauphin, RM
- Dauphin, C
- Dauphin River 48A, R
- Deloraine, T
- De Salaberry, RM
- Dog Creek 46, R
- Dufferin, RM
- Dunnottar, VL

## E
- East St. Paul, RM
- Ebb and Flow 52, R
- Edward, RM
- Elkhorn, VL
- Ellice, RM
- Elton, RM
- Emerson, T
- Erickson (Manitoba), T
- Eriksdale, RM
- Ethelbert, RM
- Ethelbert, VL

## F
- Fairford 50, R
- Fisher, RM
- Fisher River 44, R
- Fisher River 44A, R
- Flin Flon, C
- Fort Alexander 3, R
- Fox Lake 2, R
- Franklin, RM

## G
- Gambler 63, R
- Garden Hill First Nation, R
- Garson, VL
- Gilbert Plains, RM
- Gilbert Plains, T
- Gillam, SE
- Gillam, T
- Gimli, RM
- Gladstone, T
- Glenboro, VL
- Glenella, RM
- Glenwood, RM
- God's Lake 23, R
- God's River 86A, R
- Grahamdale, RM
- Grand Rapids, T
- Grand Rapids 33, R
- Grandview, RM
- Grandview, T
- Granville Lake, SE
- Gretna, T
- Grey, RM

## H
- Hamiota, RM
- Hamiota, T
- Hanover, RM
- Harrison, RM
- Hartney, T
- Headingley, RM
- Highrock 199, R
- Hillsburg, RM
- Hole or Hollow Water 10, R

## I
- Ilford, SE

## J
- Jackhead 43, R

## K
- Keeseekoowenin 61, R
- Kelsey, RM
- Killarney-Turtle Mountain, T

## L
- La Broquerie, RM
- Lac Brochet 197A, R
- Lac du Bonnet, RM
- Lac du Bonnet, T
- Lakeview, RM
- Langford, RM
- Lansdowne, RM
- Lawrence, RM
- Leaf Rapids, T
- Le Pas
- Little Grand Rapids 14, R
- Little Saskatchewan 48, R
- Long Plain 6, R
- Lorne, RM
- Lorette
- Louise, RM
- Lynn Lake, T

## M
- Macdonald, RM
- MacGregor, VL
- Manitou, T
- McCreary, RM
- McCreary, VL
- Melita, T
- Miniota, RM
- Minitonas, RM
- Minitonas, T
- Minnedosa, T
- Minto, RM
- Montcalm, RM
- Moose Lake 31A, R
- Morden, T
- Morris, RM
- Morris, T
- Morton, RM
- Mossey River, RM
- Mountain (North), RM
- Mountain (South), RM
- Mystery Lake, LGD

## N
- Neepawa, T
- Nelson House 170, R
- Nelson House 170A, R
- Nelson House 170B, R
- Nelson House 170C, R
- Niverville, T
- North Cypress, RM
- North Norfolk, RM
- Norway House 17, R
- Notre Dame de Lourdes, VL

## O
- Oak Lake, T
- Oakland, RM
- Ochre River, RM
- Odanah, RM
- Opaskwayak Cree Nation 21A, R
- Opaskwayak Cree Nation 21B, R
- Opaskwayak Cree Nation 21C, R
- Opaskwayak Cree Nation 21E, R
- Opaskwayak Cree Nation 21I, R
- Oxford House 24, R

## P
- Park (North), RM
- Park (South), RM
- Pauingassi First Nation, R
- Peguis 1B, R
- Pembina, RM
- Pilot Mound, T
- Pinawa, LGD
- Piney, RM
- Pipestone, RM
- Plum Coulee, T
- Poplar River 16, R
- Portage La Prairie, RM
- Portage la Prairie, C
- Powerview, VL
- Pukatawagan 198, R

## R
- Rapid City, T
- Red Sucker Lake 1976, R
- Reed River 36A, R
- Reynolds, RM
- Rhineland, RM
- Ritchot, RM
- Rivers, T
- Riverside, RM
- Riverton, VL
- Roblin, RM
- Roblin, T
- Rockwood, RM
- Roland, RM
- Rolling River 67, R
- Roseau Rapids 2A, R
- Roseau River 2, R
- Rosedale, RM
- Rossburn, RM
- Rossburn, T
- Rosser, RM
- Russell, RM
- Russell, T

## S
- St. Andrews, RM
- Ste. Anne, RM
- Ste. Anne, T
- St. Claude, VL
- St. Clements, RM
- St. Francois Xavier, RM
- St. Jean Baptiste
- St. Laurent, RM
- Saint-Lazare, VL
- Saint-Malo
- Saint-Pierre-Jolys, VL
- Ste. Rose, RM
- Ste. Rose du Lac, T
- St. Theresa Point, R
- Sandy Bay 5, R
- Saskatchewan, RM
- Selkirk, C
- Shamattawa 1, R
- Shell River, RM
- Shellmouth-Boulton, RM
- Shoal Lake, RM
- Shoal Lake, T
- Shoal Lake (Part) 40, R
- Shoal River Indian Reserve 65A, R
- Sifton, RM
- Siglunes, RM
- Silver Creek, RM
- Sioux Valley 58, R
- Snow Lake, T
- Somerset, VL
- Souris, T
- South Cypress, RM
- South Indian Lake, SE
- South Norfolk, RM
- Split Lake 171, R
- Springfield, RM
- Stanley, RM
- Steinbach, C
- Stonewall, T
- Strathclair, RM
- Strathcona, RM
- Stuartburn, RM
- Swan Lake 7, R
- Swan Lake 65C, R
- Swan River, RM
- Swan River, T

## T
- Taché, RM
- Teulon, T
- The Narrows 49, R
- Le Pas, T
- Thompson, RM
- Thompson, C
- Treherne, VL

## V
- Valley River 63A, R
- Victoria, RM
- Victoria Beach, RM
- Virden, T

## W
- Wallace, RM
- Wasagamack, R
- Waskada, VL
- Waterhen 45, R
- Wawanesa, VL
- Waywayseecappo First Nation, R
- Westbourne, RM
- West St. Paul, RM
- Whitehead, RM
- Whitemouth, RM
- Whitewater, RM
- Winchester, RM
- Winkler, T
- Winnipeg, C
- Winnipeg Beach, T
- Winnipegosis, VL
- Woodlands, RM
- Woodworth, RM

## Y
- York Landing, R